# Гуляев, Сергей Владимирович
Серге́й Влади́мирович Гуля́ев  (род. 23 января 1962) — российский политический деятель, журналист и телеведущий, писатель. Депутат Законодательного собрания Санкт-Петербурга III созыва (2002—2007), подполковник запаса.

## Биография
Родился 23 января 1962 года в Василевичи Гомельской области в семье офицера. В 1979 году окончил среднюю школу города Советска Калининградской области.
В 1983 году окончил факультет военной журналистики Львовского высшего военно-политического училища.
С 1983 по 1985 служил в 58-й отдельной автомобильной бригаде в составе советских войск в Афганистане. Затем проходил военную службу в Ленинградском военном округе, где с 1986 по 1987 год участвовал в ликвидации последствий аварии на Чернобыльской АЭС.
В 1992—1993 годах комментатор, редактор и телеведущий вёл программу «600 секунд» на Ленинградском телевидении.
В 1994 году уволен из Вооруженных Сил в звании майора.
С 1994 по 1997 г. работал главным редактором независимой телевизионной компании «Век».
С 1997 по 1999 — главный редактор телевидения Рязанской государственной телерадиокомпании.
В 2000—2002 гг. специальный корреспондент СПб-ТАСС, спецкор ИТАР-ТАСС в Чечне. За участие в боевых действиях в Чечне награждён медалями «За воинскую доблесть», «За укрепление боевого содружества» и именным оружием. Имеет награды СССР, России и иностранных государств. В том числе медаль «За спасение погибавших».
В декабре 2002 года был избран депутатом Законодательного Собрания Санкт-Петербурга третьего созыва. Председатель профильной комиссии по вопросам земельных отношений и использования пригородных территорий. Член демократической фракции в Законодательном Собрании. В 2003 году баллотировался в Государственную Думу по списку партии «Союз правых сил».
В 2007 году Гуляев стал соучредителем национал-демократического движения «Народ». 23—24 июня 2007 года в Москве прошла учредительная конференция движения и первое заседание его политсовета. Сопредседателями движения стали Сергей Гуляев, Алексей Навальный и Захар Прилепин. Впоследствии предполагалось присоединение движения «Народ» к коалиции «Другая Россия», но этого не произошло.
Ведёт активную оппозиционную борьбу по отношению к современному российскому режиму. Участник коалиции «Другая Россия». Был одним из лидеров уличных выступлений, известных как «Марш несогласных». Депутат Национальной Ассамблеи Российской Федерации.
В ноябре 2015 года, во время забастовки дальнобойщиков, вошёл в координационный совет дальнобойщиков и сделал для дальнобойщиков видеообращение Архивная копия от 4 октября 2017 на Wayback Machine.
В 2007 году баллотировался в ЗАКС Санкт-Петербурга от Яблока, в 2016 году, после безрезультатных переговоров с партией ПарНаС, — снова кандидат в депутаты петербургского ЗакСа от партии Яблоко.
В 2017 году главный редактор газеты «Час пик.spb» Сергей Гуляев был выдвинут кандидатом от партии «Яблоко» в Государственною Думу РФ VII созыва на довыборах по 112-му Кингисеппскому округу в Ленинградской области. Вакантным стал депутатский мандат бывшего председателя Госдумы Сергея Нарышкина, который 5 октября 2016 года возглавил Службу внешней разведки.
Беспартийный.
Член Союза писателей России. Автор четырёх книг об Афганистане, Чернобыле и Чечне. Лауреат литературной премии имени Валентина Пикуля.
В мае 2023 года уехал из России после обысков в Латвию, затем в Германию. В 2023 г. издал книгу «Закат в коричневых тонах».
С 27 сентября 2024 г. — иноагент по версии Минюста РФ.
Женат, имеет сына Ивана (род. 2005) и двух дочерей — Анастасию и Ксению.

## Награды

### Награды Российской Федерации
- Медаль «За спасение погибавших»[15];
- Медаль «За воинскую доблесть» I степени (Минобороны) — вручена 13 января 2001 года[15]
- Медаль «За укрепление боевого содружества» (Минобороны)[15];
- Медаль «За службу на Северном Кавказе» (Союз Десантников России);
- Медаль «20 лет вывода советских войск из ДРА» (Комитет по делам воинов-интернационалистов);
- Нагрудный знак «Воину-интернационалисту»;
- Памятный знак «В память о катастрофе на Чернобыльской АЭС» (Союз «Чернобыль» России);
- Именной пистолет Макарова.

### Иностранные награды
- Орден Мужества «Афырхаҵаразы аорден» (30 сентября 2016 года, Абхазия) — за мужество и отвагу, проявленные при защите Республики Абхазия[16];
- Медаль «Воину-интернационалисту от благодарного афганского народа» (Афганистан);
- Медаль «В память 10-летия вывода советских войск из Афганистана» (Белоруссия).

### Награды Умалатовой
15 февраля 2006 года в утреннем выпуске газеты «Смена» было опубликовано сообщение о наличии у Сергея Гуляева среди наград советского ордена Красной Звезды. Депутат Законодательного собрания Санкт-Петербурга, офицер запаса Геннадий Озеров в тот же день узнал от коллег по депутатскому корпусу, что Гуляева на самом деле никогда не награждали подобным орденом. Озеров решил досконально разобраться в ситуации, отправив официальный запрос губернатору Валентине Матвиенко, а вскоре к рассмотрению дела подключился депутат Государственной Думы IV созыва, офицер запаса Андрей Шевелёв, который публично обвинил Гуляева в незаконном ношении государственной награды. Вскоре выяснилось, что упомянутый «орден Красной Звезды» на самом деле был не официальной государственной наградой, а одной из «умалатовских» наград, вручавшихся Постоянным президиумом Съезда народных депутатов СССР и не имевших никакого официального статуса. Сам Гуляев говорил, что эту награду получил как участник боевых действий в Абхазии.